# Bernardo Pasotti
Bernardo Pasotti (Milano, 1911 – Milano, 5 giugno 2003) è stato un pittore italiano.

## Biografia
Studente all'Accademia di Brera, fu allievo di Aldo Carpi e dell'incisore Benvenuto Maria Disertori. Sposò Delia Rossi, anch'ella pittrice e compagna di corsi, e visse a Milano fino alla morte, avvenuta nel 2003.

## Produzione artistica
Considerato uno dei principali pittori naïf italiani, fu autore principalmente di vedute urbane e di ritratti.

## Esposizioni
Vincitore in giovane età del Premio Stanga per l'incisione, Pasotti fu presente nel 1937 alla «Mostra dei sette di Brera» alla Galleria Pesaro di Milano, dove espose quindici dipinti ed alcune stampe, presentato da Aldo Carpi che scrisse di lui: «Ha una natura un po' inquieta, ma la serenità sovrasta in lui e si accompagna a buona fantasia. È ottimo disegnatore, esperto incisore e, come pittore, con semplici tonalità e semplici impasti caratterizza figure e cose [...] Talora, specie nei ritratti, pur semplificando, analizza e bene intuisce il carattere dei suoi soggetti». Per l'occasione fu recensito sul Popolo d'Italia, su L'Ambrosiano da Carlo Carrà e sul Corriere della Sera da Leonardo Borgese («[Riconoscibile per una] consistente ricerca espressiva e per il sostanzioso realismo dei soggetti valtellinesi»).
Fra le esposizioni personali si ricordano quella del 1953 alla Galleria del Cavallino di Venezia, presentato in catalogo da Raffaele Carrieri, e quella del 1964 alla Galleria del Naviglio di Milano.
Nel 1999 fu presente ad un'esposizione collettiva a Lodi, insieme ad opere di alcuni fra i più importanti autori del '900 lombardo.